# Ranunculus ololeucos
Renoncule toute blanche, Renoncule du Portugal
Espèce
Statut de conservation UICN

 DD  : Données insuffisantes
La Renoncule toute blanche ou Renoncule du Portugal (Ranunculus ololeucos) est une espèce de plantes annuelles de la famille des Renonculacées.